# Construção (chanson)

Chico Buarque

Construção (« construction » en portugais) est une chanson du chanteur et compositeur brésilien Chico Buarque, parue en 1971 sur l'album du même nom.

## Composition
Construção est écrite pendant la dictature militaire au Brésil, peu après le retour de Buarque d'un exil en Italie.
La chanson raconte l'histoire d'un ouvrier qui embrasse sa femme et ses enfants avant de partir sur son chantier, monte sur la construction puis fait une chute mortelle. Tous les couplets sont écrits en alexandrins se terminant par un proparoxyton : un mot accentué sur l'avant-avant-dernière syllabe comme máquina (machine) ou lágrima (larme). Chacun des couplets répète cette même histoire en changeant uniquement ce dernier mot.

## Postérité
En 2009, la version brésilienne de Rolling Stone place Construção à la première place de son classement des chansons brésiliennes. Elle est considérée comme une des chansons les plus emblématiques de la discographie de Buarque et de la musique populaire brésilienne en général.